# Järnvägsolyckan i Exeter
Järnvägsolyckan i Exeter inträffade tio minuter före midnatt den 13 mars 1914 i Exeter i New South Wales i Australien. Nattåget Temora Mail frontalkrockade då med ett godståg betecknat Number 12 Up Goods. 14 personer miste livet (fem av dessa omedelbart vid krocken) och ytterligare 20 människor skadades. Vid tiden var det den värsta järnvägsolyckan som drabbat New South Wales.

## Orsak
Olyckan orsakades av att nattågsföraren körde förbi en mellansignal vid Exeter som visade stopp. Varför detta hände är dock oklart. Godstågsföraren och nattågsföraren konstaterade båda att det var mycket dimmigt vid tiden för olyckan, och att dimman gjorde det svårt att se signalerna. Detta motsades dock av tågklarerare i Exeter som hävdade att det inte varit särskilt mycket dimma vid tiden för olyckan. Lokföraren på nattåget sade att infartssignalen till Exeter visade vänta kör, som innebar att nattåget kunde fortsätta förbi Exeter utan att stanna. Tågklareraren hävdade däremot att signalen visade vänta stopp. Både nattågets lokförare och tågklareraren var överens om att mellansignalen vid Exeter visade stopp. Nattågets lokförare menade dock att mellansignalen ej blev synlig innan han upptäckte godståget på banan framför sig.